# Ratpenat (grup musical)
Ratpenat és un grup català de música punk rock amb una estètica relacionada amb el cinema de terror, la sèrie B i el gore.

## Història
Després d'un primer disc que incloïa versions de Sex Pistols, Undertones i Danzig, l'any 2020 va publicar el seu segon treball discogràfic, 50% Glam 50% Clavegueram, amb la col·laboració d'artistes com Soto Sargantana de Pirat's Sound Sistema, Morfi Grei de La Banda Trapera del Río i Àlex Vendrell d'Inadaptats.
El 2022 va publicar Tard... I amb ressaca, un disc format per dues parts diferenciades. La cara A la conformen sis temes propis i la cara B cinc versions de cantautors catalans passats pel sedàs de la banda: Quico Pi de la Serra, Albert Pla, Pere Tàpias, Quimi Portet i Lluís Llach.
El febrer de 2025 Ratpenat va presentar el videoclip de la cançó «La dansa macabra» amb la col·laboració del cantant de Rat-Zinger Podri, filmat al despoblat de Conill i enregistrada a l'EM Estudi de Xavi Escribano, com avançament del seu nou treball Camí a l'infern.

## Membres

### Actuals
- Rubén Chacón: guitarra[5]
- Aleix Costa: baix
- Mikki «Putu» Viñé: veu
- Sergi Moreno: bateria

### Anteriors
- Marcos López: bateria (2018-2024)

## Discografia
- 100% Indecent (autoproduït, 2019)
- 50% Glam 50% Clavegueram (Kasba Music, 2020)[6]
- Tard... I amb ressaca (Kasba Music, 2022)[7]
- Camí a l'infern (Kasba Music, 2025)